# Kopalnia Węgla Kamiennego Chorzów

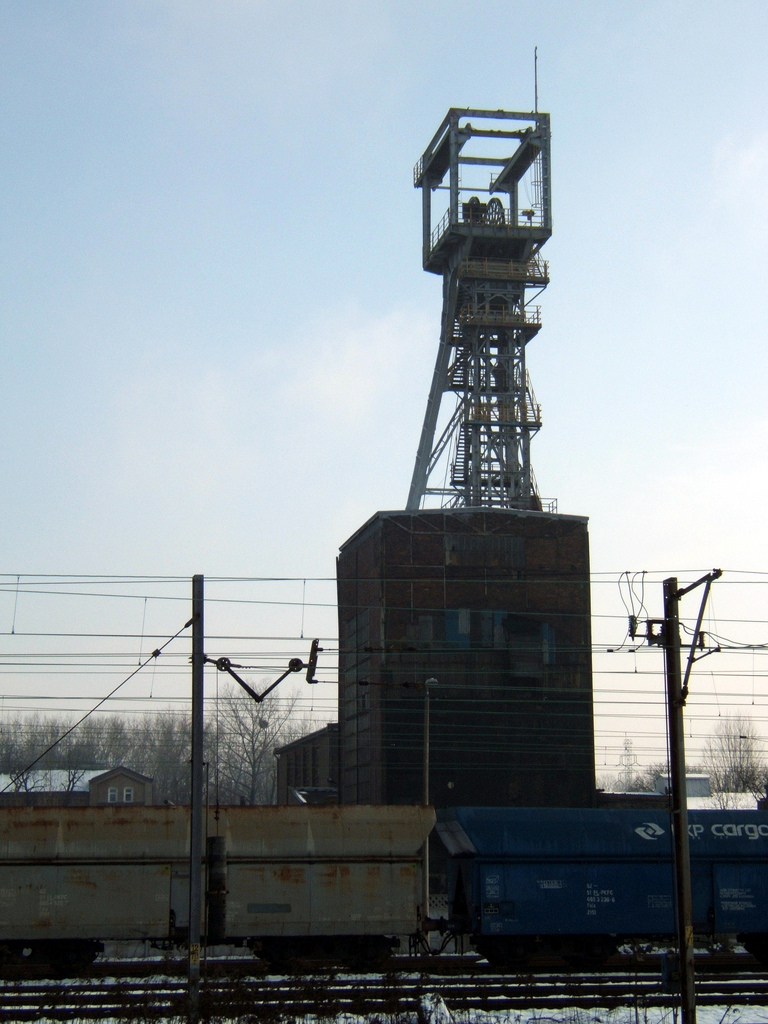
Szyb Kolejowy I (niem. Bahnschacht I), fot. 2011 r.

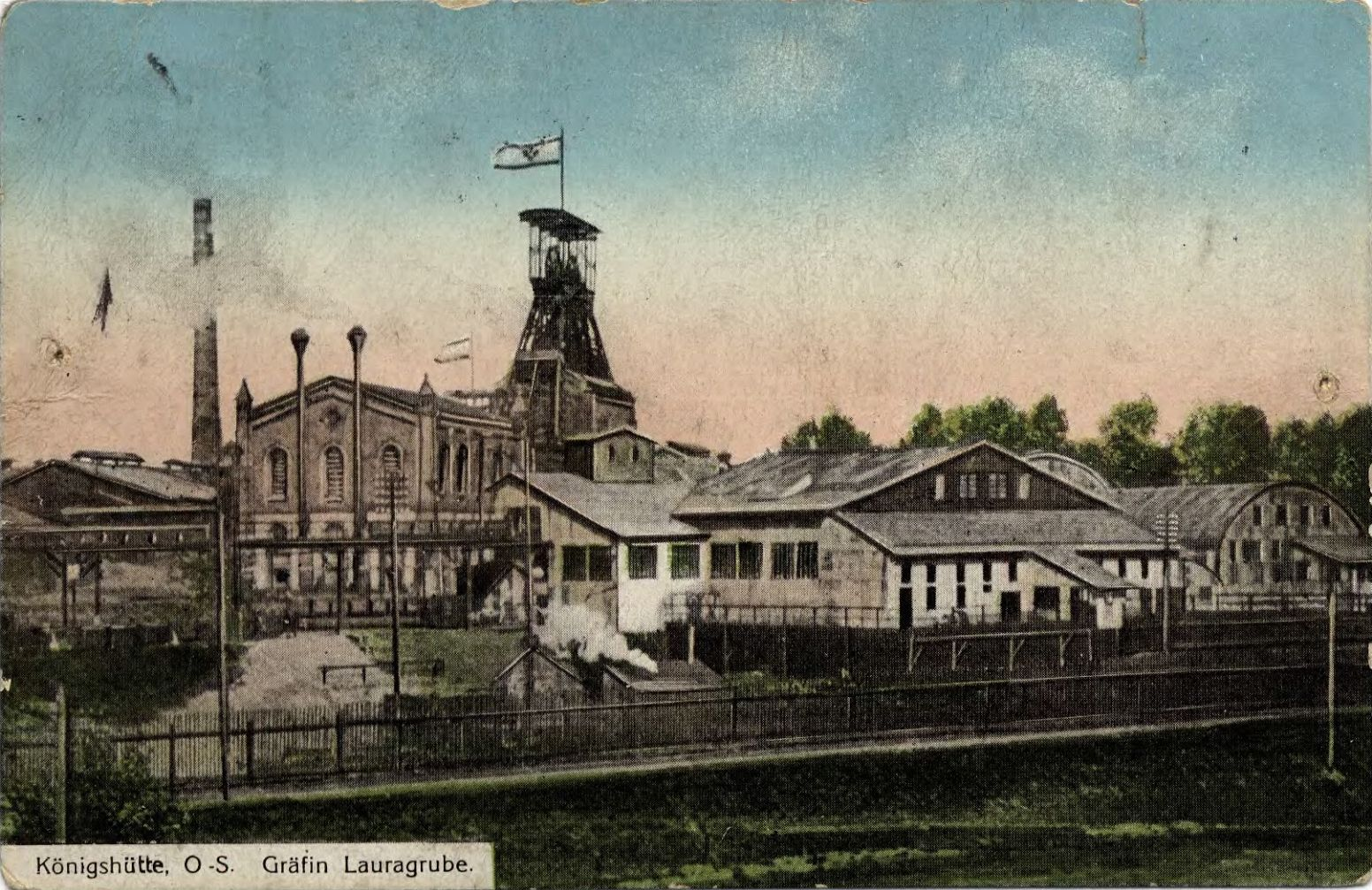
Kopalnia węgla kamiennego Gräfin Laura w Konigshütte, szyb Hugo, fot. przed 1919 r., niemiecka pocztówka

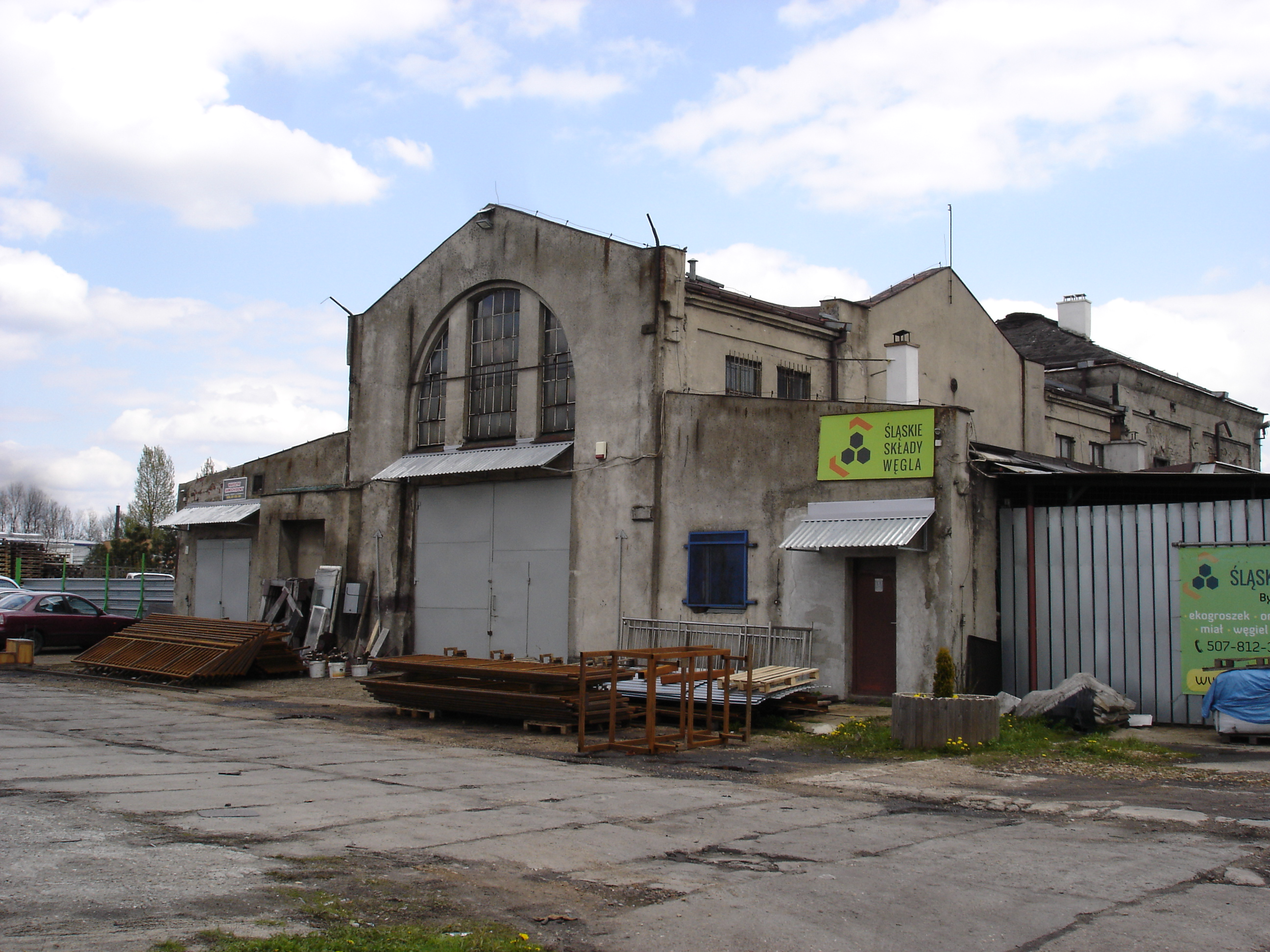
Dawna cechownia przy szybie Gott-gebe-Glück-Schacht, obecnie użytkowana jako warsztat samochodowy, fot. 2017 r.

Kopalnia Węgla Kamiennego Chorzów (do 1922 roku i w latach 1939–1945 niem. Gräfin Laura, od 1922 do 1936 roku Hrabina Laura, od 15 października 1936 do 1939 roku Królewska Huta) – kopalnia węgla kamiennego, która znajdowała się w Chorzowie. Działała od 1870 roku do 1 stycznia 1970 roku (unieruchomiona od 1932 do 1940 roku), kiedy to została połączona z kopalnią Barbara-Wyzwolenie pod nazwą Barbara-Chorzów.

## Historia
Powstała w 1870 roku z części rezerwowego pola kopalni Król. W 1871 roku sprzedana razem z Hutą Królewską Hugonowi Henckel von Donnersmarck i połączona w jedną spółkę akcyjną: Vereingte Königs- und Laurahütte (pol. Zjednoczone Huty Królewska i Laura). 
Powierzchnia obszaru górniczego kopalni została powiększona o pola górnicze Gott gebe Glück (pol. Boże Daj Szczęście) i pole Ernst August, co spowodowało jej niemal dwukrotne zwiększenie. Eksploatację prowadzono szybami Hugo I i II (później Kuba I i II).
Około 1921 roku kopalnia Gräfin Laura zatrudniała łącznie 3880 pracowników oraz dysponowała czterema głównymi szybami. Były to dwa szyby wydobywcze: Bahnschacht (późniejszy szyb Kolejowy ) i dwuprzedziałowy Hugoschacht (później nazywany szybem Hugona ) w Chorzowie, szyb podsadzkowy Ernst-August-Schacht w Maciejkowicach oraz Gott-gebe-Glück-Schacht, który wówczas służył jako głębinowe ujęcie wody przemysłowej i pitnej.
Zakład posiadał także w tym czasie własną cegielnię, produkującą rocznie około 2 miliony cegieł na własne potrzeby.
W 1926 roku Zjednoczone Huty Królewska i Laura utworzyły filialną spółkę akcyjną: Górnośląskie Zjednoczone
Huty Królewska i Laura, Spółka Akcyjna Górniczo-Hutnicza, do której należała m.in. kopalnia Hrabina Laura.
30 marca 1932 roku zdecydowano unieruchomić kopalnię.
W czasie II wojny światowej wznowiono pracę zakładu; kopalnia należała wówczas do niemieckiego koncernu państwowego Berghütte.
W kopalni pracowali m.in. jeńcy radzieccy z obozu w Cieszynie, który tworzyli Kommando R 143 Stalag VIII B Teschen. 7 stycznia 1945 roku oddział składał się z 210 jeńców .
Przy kopalni od 1945 roku istniał obóz pracy przymusowej dla więźniów, internowanych i jeńców. Pod koniec listopada 1945 roku przebywało w nim przeszło 400 osób. Obóz został zlikwidowany w 1949 roku .
1 stycznia 1970 roku kopalnia Chorzów została połączona z kopalnią Barbara-Wyzwolenie pod nazwą Barbara-Chorzów. Kopalnia Barbara-Chorzów została z kolei zlikwidowana w 1995 roku .